# Pictogrames de perill del GHS

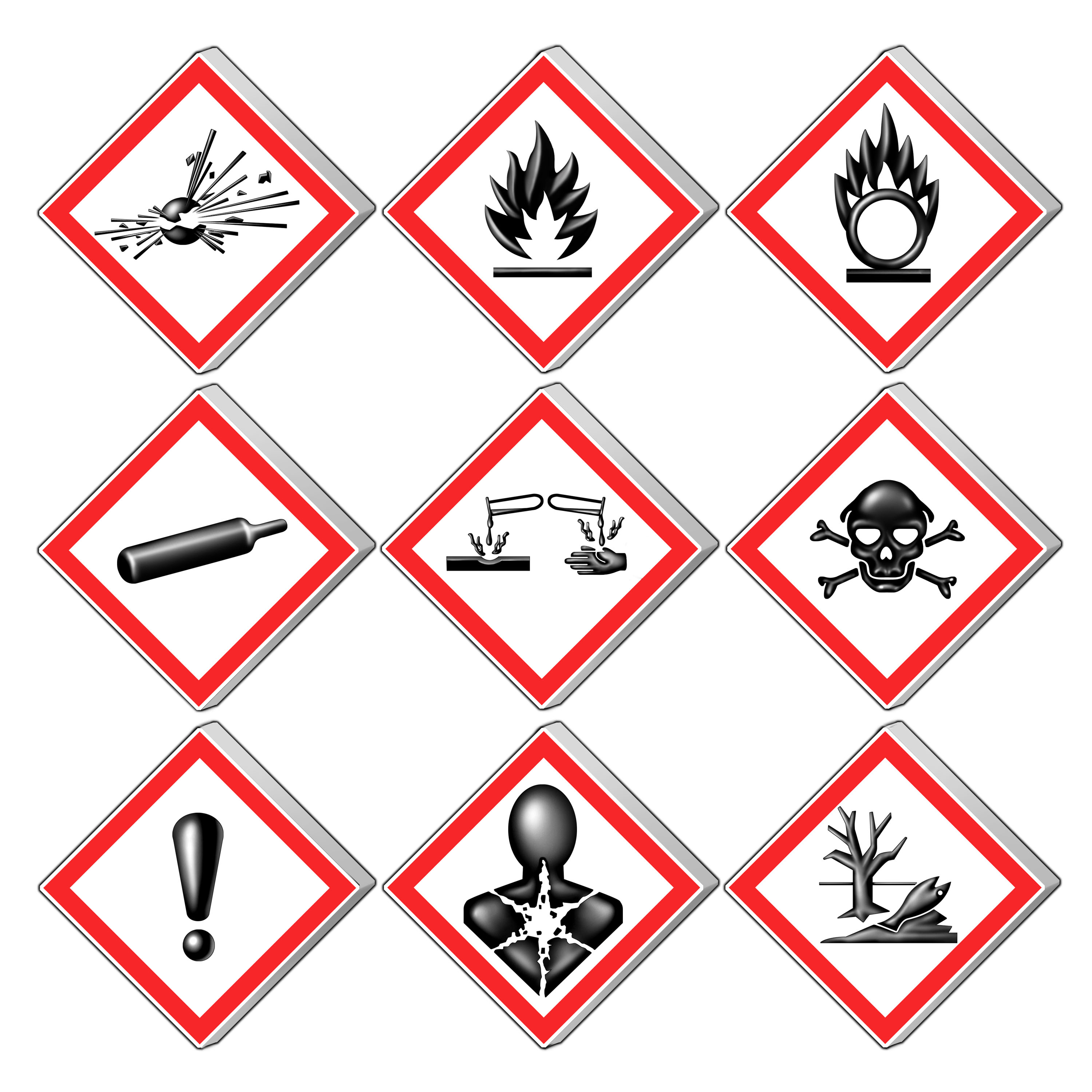
Els nou pictogrames de perill químic del SMH.

Els pictogrames de perill formen part del Sistema Mundial Harmonitzat de Classificació i Etiquetatge de Productes Químics o SMH (Globally Harmonized System of Classification and Labeling of Chemicals o GHS) de l'Organització de les Nacions Unides (ONU).
Dos conjunts de pictogrames s'inclouen dins del SMH: un per a l'etiquetatge dels envasos i d'advertències de risc del lloc de treball, i un segon per al seu ús durant el transport de mercaderies perilloses. Sigui un o l'altre es tria en funció del públic objectiu, però els dos no s'utilitzen junts. Els dos conjunts de pictogrames utilitzen els mateixos símbols per als mateixos perills, encara que certs símbols no són necessaris per als pictogrames de transport. Els pictogrames de transport venen en una àmplia varietat de colors i poden contenir informació addicional, com un nom de subcategoria.
Els pictogrames de perill són un dels elements clau per a l'etiquetatge dels envasos en el marc del SMH, juntament amb:
- una identificació del producte;
- una paraula d'advertència —«Perill» o «Precaució»— quan sigui necessari;
- indicacions de perill, que indiquen la naturalesa i grau dels riscos plantejats pel producte;
- indicacions de precaució, que indiquen com s'ha de manejar el producte per minimitzar els riscos per a l'usuari (així com a altres persones i al medi ambient en general); i
- identitat del proveïdor (que podria ser un fabricant o un importador).

## Pictogrames de perills físics
| Pictograma           | Descripció | Exemple | Consells |
| -------------------- | --- | ------- | --- |
|                      | Substàncies explosives que poden alliberar violentament i instantània una gran quantitat d'energia al contacte amb una flama, calor, guspira, xocs, fricció, etc. Es classifiquen en: - Explosius primaris (fulminats) quan n'hi ha prou amb una guspira, fricció, flama o escalfament perquè aparegui l'ona detonant. - Explosius secundaris (nitroglicerina, trinitrotoluè, nitrat d'amoni i nitrocel·lulosa) quan cal fer-ne una ona de xoc, i en escalfar-los es descomponen sense arribar a detonar. Exemples: dicromat d'amoni, dinamita, TNT, fulminat d'argent, etc. Els aerosols que contenen laques i desodorants són explosius per sobre de 50 °C. |         | - Sol·licitar instruccions especials abans de l'ús. - No manipular la substància abans d'haver llegit i comprès totes les instruccions de seguretat. - Mantenir allunyat de fonts de calor, espurnes, flama oberta o superfícies calentes. – No fumar. - Portar guants/peces/ulleres/màscara de protecció. - Utilitzar l'equip de protecció individual obligatori. - Risc d'explosió en cas d'incendi. |
| GHS01: Explosiu      | Substàncies explosives que poden alliberar violentament i instantània una gran quantitat d'energia al contacte amb una flama, calor, guspira, xocs, fricció, etc. Es classifiquen en: - Explosius primaris (fulminats) quan n'hi ha prou amb una guspira, fricció, flama o escalfament perquè aparegui l'ona detonant. - Explosius secundaris (nitroglicerina, trinitrotoluè, nitrat d'amoni i nitrocel·lulosa) quan cal fer-ne una ona de xoc, i en escalfar-los es descomponen sense arribar a detonar. Exemples: dicromat d'amoni, dinamita, TNT, fulminat d'argent, etc. Els aerosols que contenen laques i desodorants són explosius per sobre de 50 °C. |         | - Sol·licitar instruccions especials abans de l'ús. - No manipular la substància abans d'haver llegit i comprès totes les instruccions de seguretat. - Mantenir allunyat de fonts de calor, espurnes, flama oberta o superfícies calentes. – No fumar. - Portar guants/peces/ulleres/màscara de protecció. - Utilitzar l'equip de protecció individual obligatori. - Risc d'explosió en cas d'incendi. |
|                      | Substàncies inflamables que poden cremar fàcilment, fins i tot per sota de 0 °C, al contacte amb una font d'ignició (flama, calor, guspira, electricitat estàtica, etc.), per calor o fricció, al contacte amb l'aire o aigua, o si s'alliberen gasos inflamables. Exemples: hidrogen, etanol, metanol, butà, metà, sodi, acetona, dietil èter, fòsfor, etc. |         | - No polvoritzar sobre una flama oberta o una altra font d'ignició. - Mantenir allunyat de fonts de calor, espurnes, flama oberta o superfícies calentes – No fumar. - Mantenir el recipient tancat hermèticament. - Mantenir en un lloc fresc. - Protegir de la llum del sol. |
| GHS02: Inflamable    | Substàncies inflamables que poden cremar fàcilment, fins i tot per sota de 0 °C, al contacte amb una font d'ignició (flama, calor, guspira, electricitat estàtica, etc.), per calor o fricció, al contacte amb l'aire o aigua, o si s'alliberen gasos inflamables. Exemples: hidrogen, etanol, metanol, butà, metà, sodi, acetona, dietil èter, fòsfor, etc. |         | - No polvoritzar sobre una flama oberta o una altra font d'ignició. - Mantenir allunyat de fonts de calor, espurnes, flama oberta o superfícies calentes – No fumar. - Mantenir el recipient tancat hermèticament. - Mantenir en un lloc fresc. - Protegir de la llum del sol. |
|                      | Substàncies comburents que en contacte amb altres substàncies, com les inflamables, produeixen una reacció fortament exotèrmica (desprenen molta calor), per la qual cosa poden provocar o agreujar un incendi o una explosió. Exemples: oxigen, nitrat de potassi, clorat de potassi, permanganat de potassi, peròxid d'hidrogen, etc. |         | - Mantenir allunyat de fonts de calor, espurnes, flama oberta o superfícies calentes. – No fumar. - Portar guants/peces/ulleres/màscara de protecció. - Aclarir immediatament amb aigua abundant les peces de roba i la pell contaminades abans de treure's la roba. |
| GHS03: Oxidant       | Substàncies comburents que en contacte amb altres substàncies, com les inflamables, produeixen una reacció fortament exotèrmica (desprenen molta calor), per la qual cosa poden provocar o agreujar un incendi o una explosió. Exemples: oxigen, nitrat de potassi, clorat de potassi, permanganat de potassi, peròxid d'hidrogen, etc. |         | - Mantenir allunyat de fonts de calor, espurnes, flama oberta o superfícies calentes. – No fumar. - Portar guants/peces/ulleres/màscara de protecció. - Aclarir immediatament amb aigua abundant les peces de roba i la pell contaminades abans de treure's la roba. |
|                      | Substàncies gasoses comprimides, liquades o dissoltes, contingudes a pressió de 200 kPa o superior, en un recipient que poden explotar amb la calor. Els gasos liquats refrigerats poden produir cremades o ferides criogèniques (degudes al fred), ja que estan a molt baixa temperatura. Per exemple, ampolles que contenen: butà, oxigen, hidrogen, acetilè dissolt en acetona, nitrogen líquid o gel sec (CO₂ sòlid), etc. |         | - Protegir de la llum del Sol. - Portar guants/ulleres/màscara que aïllin del fred. - Consultar un metge immediatament. |
| GHS04: Gas comprimit | Substàncies gasoses comprimides, liquades o dissoltes, contingudes a pressió de 200 kPa o superior, en un recipient que poden explotar amb la calor. Els gasos liquats refrigerats poden produir cremades o ferides criogèniques (degudes al fred), ja que estan a molt baixa temperatura. Per exemple, ampolles que contenen: butà, oxigen, hidrogen, acetilè dissolt en acetona, nitrogen líquid o gel sec (CO₂ sòlid), etc. |         | - Protegir de la llum del Sol. - Portar guants/ulleres/màscara que aïllin del fred. - Consultar un metge immediatament. |
|                      | Substàncies corrosives que poden atacar o destruir metalls i causar danys irreversibles a la pell, ulls o altres teixits vius, en cas de contacte o projecció. Exemples: àcid sulfúric ≥15%, hidròxid de sodi 22%, àcid clorhídric ≥25%, amoníac ≥20%, àcid nítric ≥5%, etc. |         | - No respirar la pols/el fum/el gas/la boira/els vapors/l'aerosol. - Rentar-se … a consciència després de la manipulació. - Portar guants/peces/ulleres/màscara de protecció. - Guardar amb clau. - Conservar únicament al recipient original. |
| GHS05: Corrosiu      | Substàncies corrosives que poden atacar o destruir metalls i causar danys irreversibles a la pell, ulls o altres teixits vius, en cas de contacte o projecció. Exemples: àcid sulfúric ≥15%, hidròxid de sodi 22%, àcid clorhídric ≥25%, amoníac ≥20%, àcid nítric ≥5%, etc. |         | - No respirar la pols/el fum/el gas/la boira/els vapors/l'aerosol. - Rentar-se … a consciència després de la manipulació. - Portar guants/peces/ulleres/màscara de protecció. - Guardar amb clau. - Conservar únicament al recipient original. |

## Pictogrames de perill per a la salut
| Pictograma                   | Descripció | Exemple | Consells |
| ---------------------------- | --- | ------- | --- |
|                              | Substàncies tòxiques que per inhalació, ingestió o en contacte amb la pell (absorció cutània), fins i tot en petites dosis, poden produir danys molt greus per a la salut i fins i tot causar la mort Alguns exemples són: òxid d'arsènic(III), nicotina, fòsfor blanc, mercuri, etc. |         | - Rentar-se… a consciència després de la manipulació. - No menjar, beure ni fumar durant la utilització. - En cas d'ingestió: trucar immediatament a un centre d'informació toxicològica o a un metge. - Esbandir-se la boca. - Emmagatzemar en un recipient tancat. - Evitar el contacte amb els ulls, la pell o la roba. - Portar guants/peces/ulleres/màscara de protecció. - En cas de contacte amb la pell: rentar suaument amb aigua i sabó abundants. - Treure's immediatament les peces contaminades. - Rentar les peces contaminades abans de tornar-les a utilitzar. - No respirar la pols/el fum/el gas/la boira/els vapors/l'aerosol. - Utilitzar únicament en exteriors o en un lloc ben ventilat. - Portar equip de protecció respiratòria. - En cas d'inhalació: transportar la víctima a l'exterior i mantenir-la en repòs en una posició confortable per respirar. - Guardar amb clau.                                                                      |
| GHS06: Tòxic                 | Substàncies tòxiques que per inhalació, ingestió o en contacte amb la pell (absorció cutània), fins i tot en petites dosis, poden produir danys molt greus per a la salut i fins i tot causar la mort Alguns exemples són: òxid d'arsènic(III), nicotina, fòsfor blanc, mercuri, etc. |         | - Rentar-se… a consciència després de la manipulació. - No menjar, beure ni fumar durant la utilització. - En cas d'ingestió: trucar immediatament a un centre d'informació toxicològica o a un metge. - Esbandir-se la boca. - Emmagatzemar en un recipient tancat. - Evitar el contacte amb els ulls, la pell o la roba. - Portar guants/peces/ulleres/màscara de protecció. - En cas de contacte amb la pell: rentar suaument amb aigua i sabó abundants. - Treure's immediatament les peces contaminades. - Rentar les peces contaminades abans de tornar-les a utilitzar. - No respirar la pols/el fum/el gas/la boira/els vapors/l'aerosol. - Utilitzar únicament en exteriors o en un lloc ben ventilat. - Portar equip de protecció respiratòria. - En cas d'inhalació: transportar la víctima a l'exterior i mantenir-la en repòs en una posició confortable per respirar. - Guardar amb clau.                                                                      |
|                              | Substàncies nocives que en contacte amb la pell o per inhalació, produeixen efectes perjudicials per a la salut en dosis altes, com ara irritació cutània, ocular o de les vies respiratòries. Alguns exemples són: amoníac, lleixiu (dissolució aquosa d'hipoclorit de sodi), iode, acetona, etilenglicol, àcid cítric, sofre, etc. |         | - Evitar respirar la pols/el fum/el gas/la boira/els vapors/l'aerosol. - Utilitzar únicament en exteriors o en un lloc ben ventilat. - En cas d'inhalació: transportar la víctima a l'exterior i mantenir-la en repòs en una posició confortable per respirar. - En cas d'ingestió: trucar a un centre d'informació toxicològica o un metge en cas de malestar. - Portar guants/peces/ulleres/màscara de protecció. - En cas de contacte amb la pell: rentar amb aigua i sabó abundants. - En cas de contacte amb els ulls: esbandir-los amb cura amb aigua durant uns quants minuts. Treure les lents de contacte, si se'n porten i resulta fàcil. Seguir aclarint. - No menjar, beure ni fumar durant la utilització. |
| GHS07: Nociu                 | Substàncies nocives que en contacte amb la pell o per inhalació, produeixen efectes perjudicials per a la salut en dosis altes, com ara irritació cutània, ocular o de les vies respiratòries. Alguns exemples són: amoníac, lleixiu (dissolució aquosa d'hipoclorit de sodi), iode, acetona, etilenglicol, àcid cítric, sofre, etc. |         | - Evitar respirar la pols/el fum/el gas/la boira/els vapors/l'aerosol. - Utilitzar únicament en exteriors o en un lloc ben ventilat. - En cas d'inhalació: transportar la víctima a l'exterior i mantenir-la en repòs en una posició confortable per respirar. - En cas d'ingestió: trucar a un centre d'informació toxicològica o un metge en cas de malestar. - Portar guants/peces/ulleres/màscara de protecció. - En cas de contacte amb la pell: rentar amb aigua i sabó abundants. - En cas de contacte amb els ulls: esbandir-los amb cura amb aigua durant uns quants minuts. Treure les lents de contacte, si se'n porten i resulta fàcil. Seguir aclarint. - No menjar, beure ni fumar durant la utilització. |
|                              | Substàncies que poden: - originar efectes cancerígens i/o mutàgens i danyar la persona exposada o la seva descendència; - ser tòxics per a la reproducció i causar efectes nefastos a les funcions sexuals, perjudicar la fertilitat, provocar la mort del fetus o produir malformacions; - modificar el funcionament de determinats òrgans; - comportar greus efectes sobre els pulmons; - provocar símptomes d'al·lèrgia, asma o dificultat respiratòria en cas d'inhalació. Exemples: metanol, àcid bòric, querosè, benzè, dicromat de potassi, etc. |         | - En cas d'ingestió: trucar immediatament a un centre d'informació toxicològica o un metge. - NO provocar el vòmit. - Guardar amb clau. - No respirar la pols/el fum/el gas/la boira/els vapors/l'aerosol. - Rentar-se a consciència després de la manipulació. - No menjar, beure ni fumar durant la utilització. - Consultar un metge en cas de malestar. - En cas d'exposició: truqueu a un centre d'informació toxicològica o a un metge. - Sol·licitar instruccions especials abans de l'ús. - No manipular la substància abans d'haver llegit i comprès totes les instruccions de seguretat. - Utilitzar l'equip de protecció individual obligatori. - Evitar respirar la pols/el fum/el gas/la boira/els vapors/l'aerosol. - En cas de ventilació insuficient, portar equip de protecció respiratòria. - En cas d'inhalació: si respira amb dificultat, transportar la víctima a l'exterior i mantenir-la en repòs, en una posició on pugui respirar confortablement. |
| GHS08: Riscos per a la salut | Substàncies que poden: - originar efectes cancerígens i/o mutàgens i danyar la persona exposada o la seva descendència; - ser tòxics per a la reproducció i causar efectes nefastos a les funcions sexuals, perjudicar la fertilitat, provocar la mort del fetus o produir malformacions; - modificar el funcionament de determinats òrgans; - comportar greus efectes sobre els pulmons; - provocar símptomes d'al·lèrgia, asma o dificultat respiratòria en cas d'inhalació. Exemples: metanol, àcid bòric, querosè, benzè, dicromat de potassi, etc. |         | - En cas d'ingestió: trucar immediatament a un centre d'informació toxicològica o un metge. - NO provocar el vòmit. - Guardar amb clau. - No respirar la pols/el fum/el gas/la boira/els vapors/l'aerosol. - Rentar-se a consciència després de la manipulació. - No menjar, beure ni fumar durant la utilització. - Consultar un metge en cas de malestar. - En cas d'exposició: truqueu a un centre d'informació toxicològica o a un metge. - Sol·licitar instruccions especials abans de l'ús. - No manipular la substància abans d'haver llegit i comprès totes les instruccions de seguretat. - Utilitzar l'equip de protecció individual obligatori. - Evitar respirar la pols/el fum/el gas/la boira/els vapors/l'aerosol. - En cas de ventilació insuficient, portar equip de protecció respiratòria. - En cas d'inhalació: si respira amb dificultat, transportar la víctima a l'exterior i mantenir-la en repòs, en una posició on pugui respirar confortablement. |

## Pictogrames de perills mediambientals
| Pictograma                  | Descripció | Exemple | Consells                                                             |
| --------------------------- | --- | ------- | -------------------------------------------------------------------- |
|                             | Substàncies que provoquen efectes nefasts per als organismes del medi aquàtic (peixos, crustacis, algues, plantes aquàtiques, etc.) o perjudiquen la capa d'ozó. Exemples: lleixiu, mercuri, dicromat d'amoni, sulfat de coure(II), iode, àcid cianhídric, benzè, ciclohexà, èter de petroli, etc. |         | - Evitar-ne l'alliberament al medi ambient. - Recollir el vessament. |
| GHS09: Perill mediambiental | Substàncies que provoquen efectes nefasts per als organismes del medi aquàtic (peixos, crustacis, algues, plantes aquàtiques, etc.) o perjudiquen la capa d'ozó. Exemples: lleixiu, mercuri, dicromat d'amoni, sulfat de coure(II), iode, àcid cianhídric, benzè, ciclohexà, èter de petroli, etc. |         | - Evitar-ne l'alliberament al medi ambient. - Recollir el vessament. |

## Pictogrames de transport

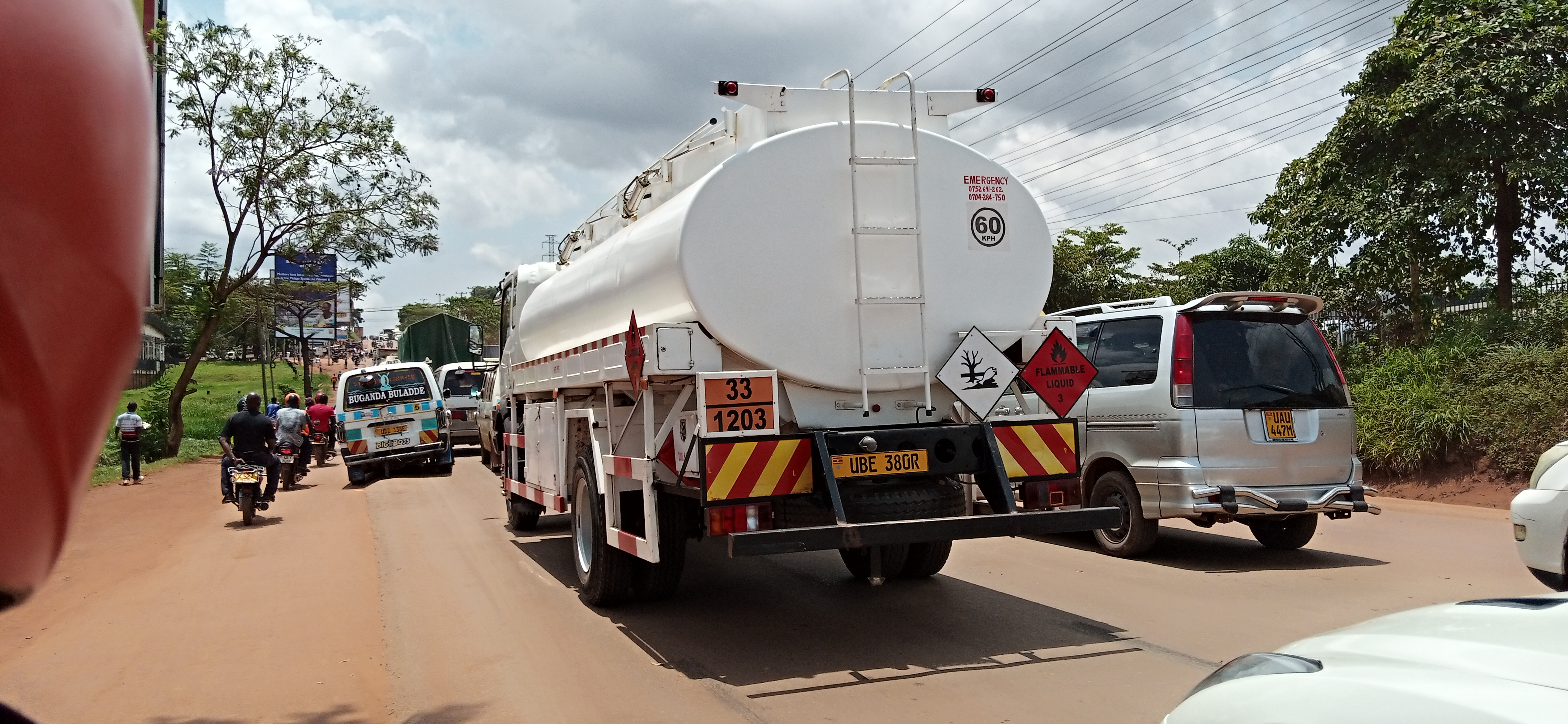
Camió cisterna amb un pictograma vermell de líquid inflamable. La numeració que apareix a l'esquerra, 33, indica un perill 3 doble. Es tracta de benzina, número UN 1203.

Els perills que es consideren en el transport de mercaderies són els següents:
1. Material explosiu
2. Emanació de gasos
3. Inflamabilitat de líquids i gasos
4. Inflamabilitat de sòlids
5. Comburents, que afavoreixen l'incendi
6. Toxicitat o perill d'infecció
7. Radioactivitat
8. Corrosivitat
9. Perill de reacció violenta espontània

Els números de perill consten de dues o tres xifres i es posen en un panell en negre de fons taronja, a la part superior. Quan una substància presenta un perill caracteritzat amb una sola xifra, es complementa amb un 0. Així, 30 correspon a un líquid inflamable. Si hi ha dos perills, té dues xifres diferents. Així, 23 correspon a un contenidor que duu gas i líquid inflamables. Una xifra amb dos números iguals indica un perill intensificat: 33 és un líquid molt inflamable. Hi pot haver fins a 3 xifres: 263 seria un gas tòxic i inflamable.

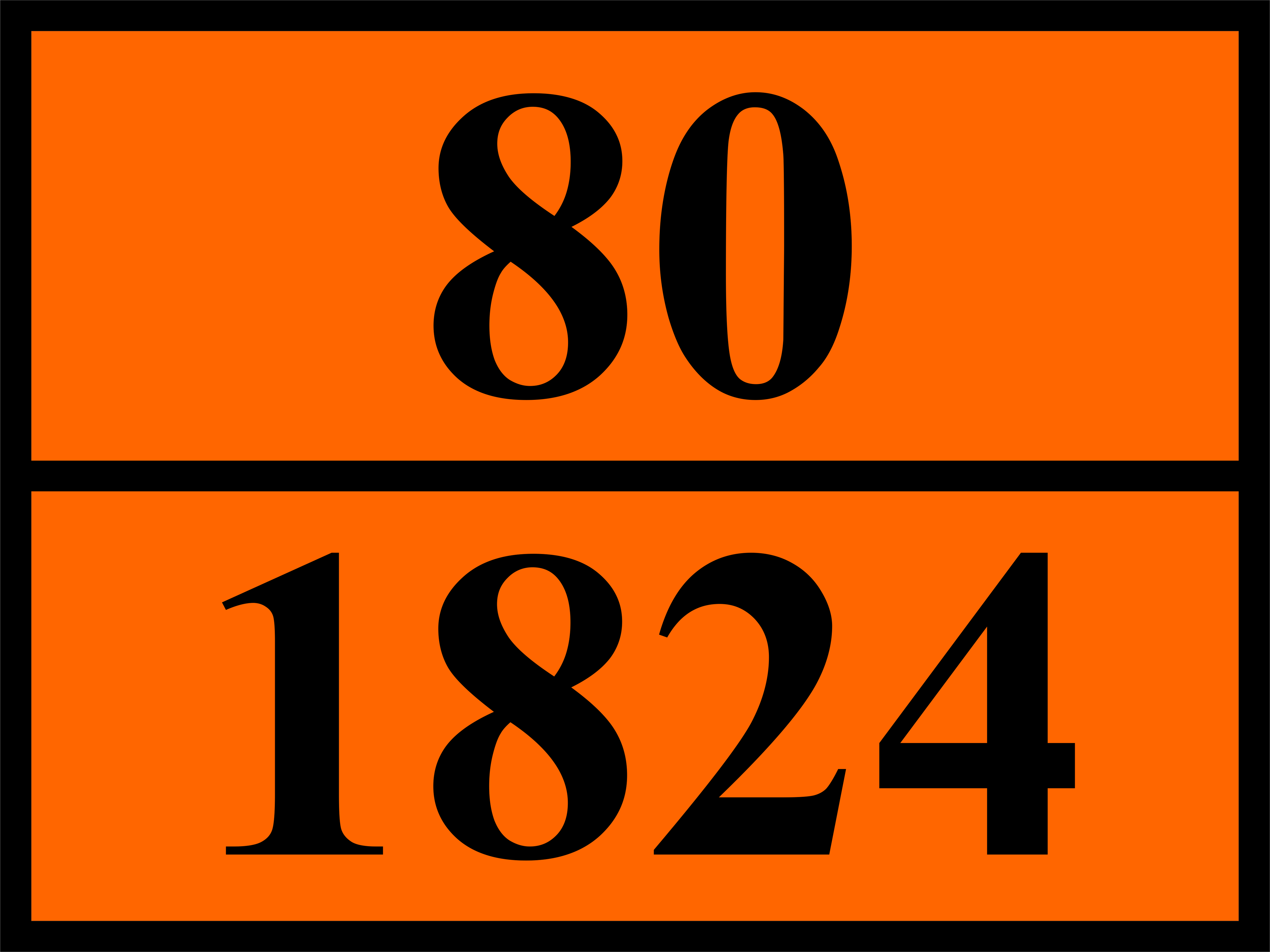

Hi ha algunes combinacions especials de xifres. Per exemple, 22 indica un gas liquat i refrigerat; 99 indica una substància perillosa transportada en calent. Si davant del número hi ha una lletra X, indica que la substància reacciona violentament amb l'aigua. Exemples:
- Gas butà: número UN 1011, 1075 o 1965. Perill: 23 (gas inflamable + líquid inflamable)
- Gasolina: número UN 1203. Perill: 33 (líquid molt inflamable)
- Gasoil: número UN 1202. Perill: 30 (líquid inflamable)
- Àcid sulfúric concentrat: número UN 1830. Perill: 80 (corrosiu)
- Dissolució d'hidròxid de sodi: número UN 1824. Perill 80 (corrosiu)
- Oxigen líquid refrigerat: número UN 1973. Perill: 22 (gas liquat i refrigerat).[5]

### Classe 1: Explosius
| | | | |
| Divisions 1.1–1.3 | Divisió 1.4 | Divisió 1.5 | Division 1.6                                                                                       |
| - Divisió 1.1: Substàncies i articles que presenten risc d'explosió massiva. - Divisió 1.2: Substàncies i articles que presenten un perill de projecció però no un perill d'explosió massiva. - Divisió 1.3: Substàncies i articles que presenten un risc d'incendi i un perill d'explosió menor o un perill de projecció menor o tots dos, però no un perill d'explosió massiva. Nota: els asteriscs se substitueixen pel número de classe i el codi de compatibilitat. | Substàncies i articles que es classifiquen com a explosius però que no presenten cap perill significatiu. Nota: l'asterisc se substitueix pel codi de compatibilitat. | Substàncies molt insensibles que tenen un perill d'explosió massiva. Nota: l'asterisc se substitueix pel codi de compatibilitat. | Explosius - Sense indicació de perill. Nota: l'asterisc se substitueix pel codi de compatibilitat. |

### Classe 2: Gasos
| | | |
| Divisió 2.1 | Divisió 2.2 | Divisió 2.3 |
| Gasos inflamables: gasos que a 20 °C i una pressió estàndard de 101,3 kPa: - són inflamables quan es troben en una barreja d'un 13 % o menys en volum amb aire; o - tenen un rang d'inflamació amb aire d'almenys 12 punts percentuals, independentment del límit inferior d'inflamació. Pictograma alternatiu | Gasos no tòxics i no inflamables: gasos que: - són asfixiants: gasos que dilueixen o substitueixen l'oxigen normalment a l'atmosfera; o - són oxidants: gasos que poden, generalment aportant oxigen, provocar o contribuir a la combustió d'altres materials més que l'aire; o - no entren en les altres divisions. Pictograma alternatiu | Gasos tòxics: gasos que: - se sap que són tan tòxics o corrosius per als humans que representen un perill per a la salut; o - es presumeix que són tòxics o corrosius per als humans perquè tenen un valor de CL50 igual o inferior a 5 000 ml/m3 (ppm). per exemple cianur d'hidrogen |

### Classes 3 i 4: Sòlids i líquids inflamables
| | | | |
| Classe 3 | Divisió 4.1 | Divisió 4.2 | Divisió 4.3 |
| Líquids inflamables: líquids que tenen un punt d'inflamació inferior a 60 °C i que són capaços de mantenir la combustió. Pictograma alternatiu | Sòlids inflamables, substàncies autorreactives i explosius sòlids desensibilitzats: - sòlids que, en les condicions de transport, són fàcilment combustibles o poden provocar o contribuir al foc per fricció; - substàncies autorreactives susceptibles de patir una reacció fortament exotèrmica; - explosius sòlids desensibilitzats que poden explotar si no es dilueixen prou. | Substàncies susceptibles de combustió espontània: substàncies susceptibles d'escalfar-se espontàniament en condicions normals durant el transport, o d'escalfar-se en contacte amb l'aire, i que després poden incendiar-se. Per exemple. pentaòxid de manganès | Substàncies que en contacte amb l'aigua emeten gasos inflamables: substàncies que, per interacció amb l'aigua, poden tornar-se inflamables espontàniament o emetre gasos inflamables en quantitats perilloses. Pictograma alternatiu |

### Altres pictogrames de transport
| | | | |
| Divisió 5.1 | Divisió 5.2 | Divisió 6.1 | Classe 8 |
| Substàncies comburents: substàncies que, encara que per si mateixes no són necessàriament combustibles, poden, generalment en cedir oxigen, provocar o contribuir a la combustió d'altres materials. | Peròxids orgànics: substàncies orgàniques que contenen l'estructura bivalent –O–O– i es poden considerar derivats del peròxid d'hidrogen, on un o tots dos àtoms d'hidrogen han estat substituïts per radicals orgànics. Pictograma alternatiu | Substàncies tòxiques: substàncies amb un valor DL50 ≤ 300 mg/kg (oral) o ≤ 1000 mg/kg (dèrmica) o un valor CL50 ≤ 4 000 ml/m3 (inhalació de pols o boires) Per exemple: gairebé tots els que contene grups de cianur. | Substàncies corrosives: substàncies que: - provocar la destrucció total del gruix del teixit de la pell intacte amb un temps d'exposició inferior a 4 hores; o - presenten una taxa de corrosió de més de 6,25 mm per any en superfícies d'acer o d'alumini a 55 °C. |